# Atletica leggera ai Giochi della XXVII Olimpiade - Salto triplo maschile

Video della Finale (Jonathan Edwards)

Il salto triplo ha fatto parte del programma di atletica leggera maschile ai Giochi della XXVII Olimpiade. La competizione si è svolta nei giorni 23-25 settembre 2000 allo Stadio Olimpico di Sydney.

## Presenze ed assenze dei campioni in carica
| Competizione         | Atleta           | Prestazione | Sydney 2000 |
| -------------------- | ---------------- | ----------- | ----------- |
| Olimpiadi 1996       | Kenny Harrison   | 18,09 m     | Rit. 1998   |
| Commonwealth 1998    | Onochie Achike   | 17,10 m     | Presente    |
| Goodwill Games 1998  | Jonathan Edwards | 17,65       | Presente    |
| Europei 1998         | Jonathan Edwards | 17,99 m     | Presente    |
| Coppa del mondo 1998 | Charles Friedek  | 17,42 m     | Presente    |
| Asiatici 1998        | Sergey Arzamasov | 17,00 m     | Presente    |
| Panamericani 1999    | Yoelbi Quesada   | 17,19 m     | Presente    |
| Mondiali 1999        | Charles Friedek  | 17,59 m     | Presente    |
|                      |                  |             |             |
| Mondiali junior 1996 | René Hernández   | 16,50 m     | Non selez.  |

## La gara
Il favorito è il primatista mondiale Jonathan Edwards.
Dopo un primo turno interlocutorio, alla seconda prova Denis Kapustin fa un buon 17,46. Ma non si migliora nel resto della gara; viene superato già al terzo turno da Edwards con 17,71. Dopo tre turni esce malinconicamente Charles Friedek, il campione del mondo, giunto a Sydney nonostante un recente infortunio, che non è riuscito a completare nessun salto di finale.
Il quarto e quinto turno sono la fase più mesta della gara: nessuno si migliora (tranne Phillips Idowu, 17,08). Alla sesta prova Yoel Garcia piazza un 17,47 che scalza Kapustin dal secondo gradino del podio.

## Risultati

### Turno eliminatorio
Qualificazione17,00 m
Otto atleti ottengono la qualificazione diretta. Ad essi vengono aggiunti i 4 migliori salti.

### Finale
Stadio Olimpico, lunedì 25 settembre, ore 20:00.
| Pos     | Paese e Atleta     | 1° salto | 2° salto | 3° salto | 4° salto | 5° salto | 6° salto | Miglior Misura | Note |
| ------- | ------------------ | -------- | -------- | -------- | -------- | -------- | -------- | -------------- | ---- |
| Oro     | Jonathan Edwards   | 17,12    | 17,37    | 17,71    | 17,06    | -        | X        | 17,71          |      |
| Argento | Yoel García        | 17,15    | 17,19    | 17,19    | X        | 16,70    | 17,47    | 17,47          |      |
| Bronzo  | Denis Kapustin     | X        | 17,46    | 16,73    | 17,17    | X        | 17,16    | 17,46          |      |
| 4       | Yoelbi Quesada     | 17,19    | X        | X        | X        | X        | 17,37    | 17,37          |      |
| 5       | Larry Achike       | 17,29    | X        | X        | X        | 17,00    | X        | 17,29          |      |
| 6       | Phillips Idowu     | 16,97    | X        | 16,83    | 17,08    | X        | X        | 17,08          |      |
| 7       | Robert Howard      | X        | 17,05    | 16,59    | X        | 16,75    | 16,77    | 17,05          |      |
| 8       | Paolo Camossi      | 16,96    | 16,60    | X        | 16,39    | 16,95    | X        | 16,96          |      |
| 9       | Rostislav Dimitrov | 16,95    | 16,72    | X        |          |          |          | 16,95          |      |
| 10      | Andrew Murphy      | 16,74    | 16,70    | 16,80    |          |          |          | 16,80          |      |
| 11      | Walter Davis       | 15,59    | 16,22    | 16,61    |          |          |          | 16,61          |      |
| N.C.    | Charles Friedek    | X        | X        | X        |          |          |          | N.M.           |      |

Con i suoi 34 anni, Jonathan Edwards è il più maturo vincitore del salto triplo alle Olimpiadi.